# New Yorks tunnelbana

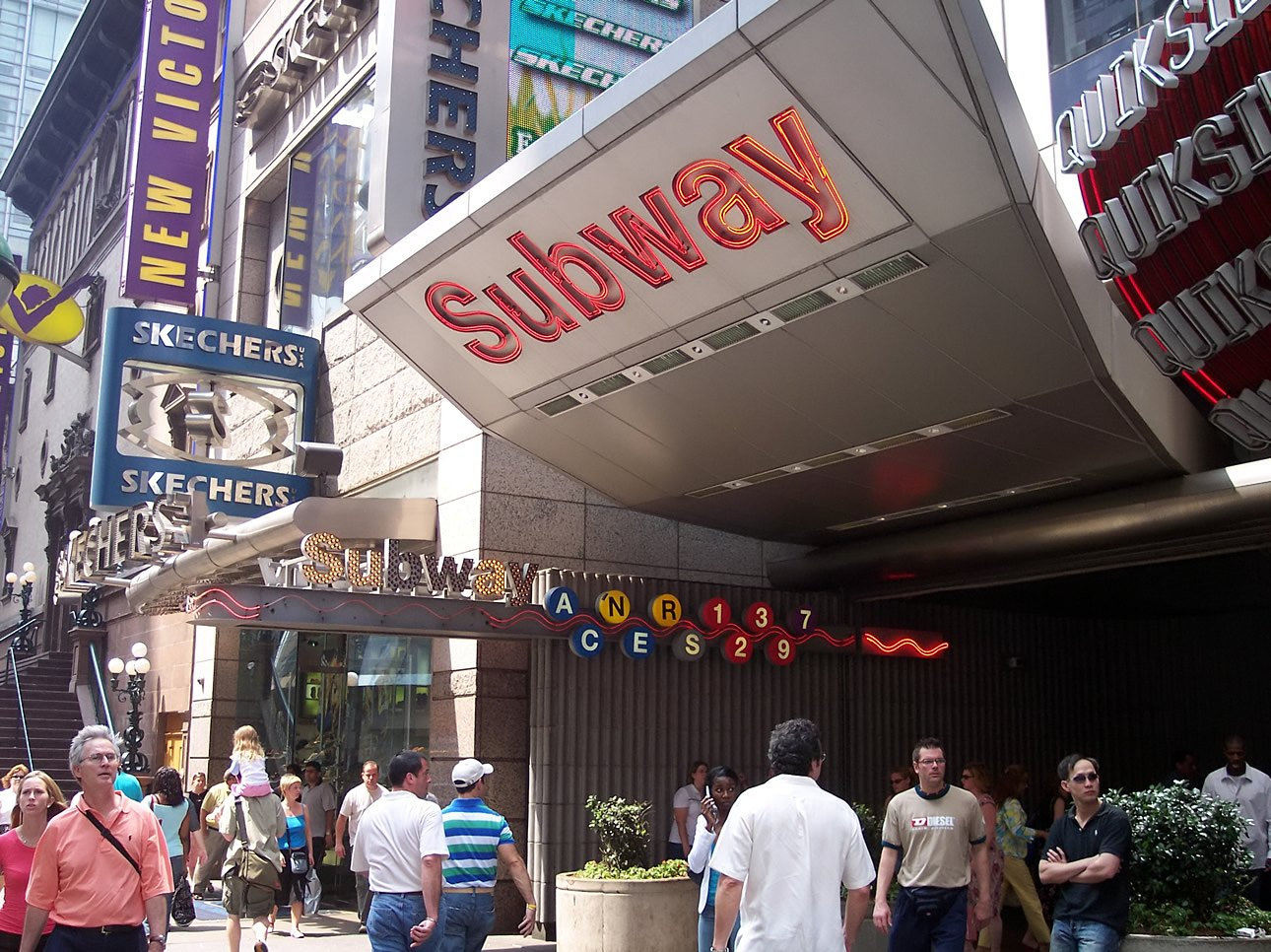
Entrén till station 42 Street-Times Square.

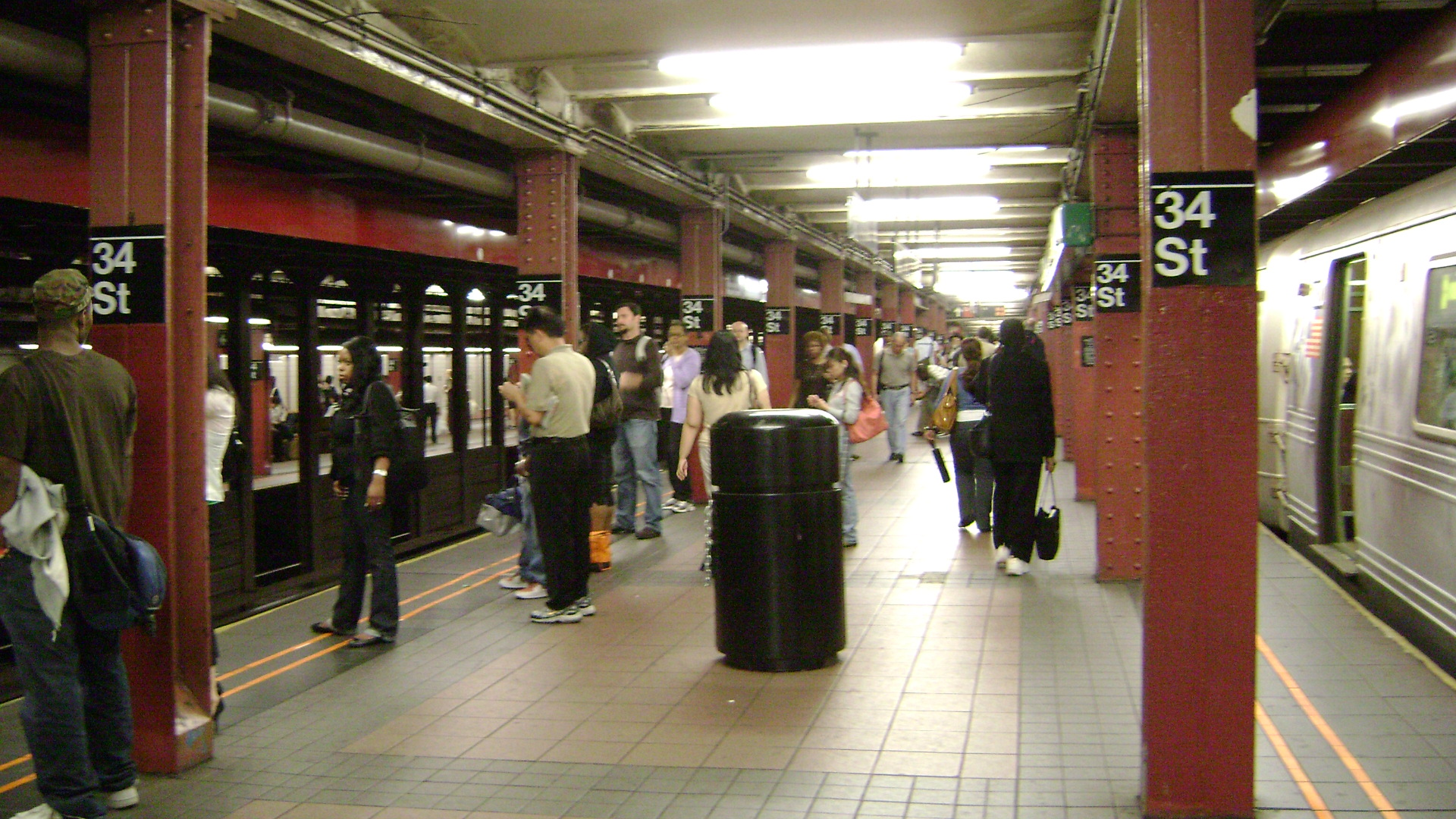
34th Street – Herald Square.

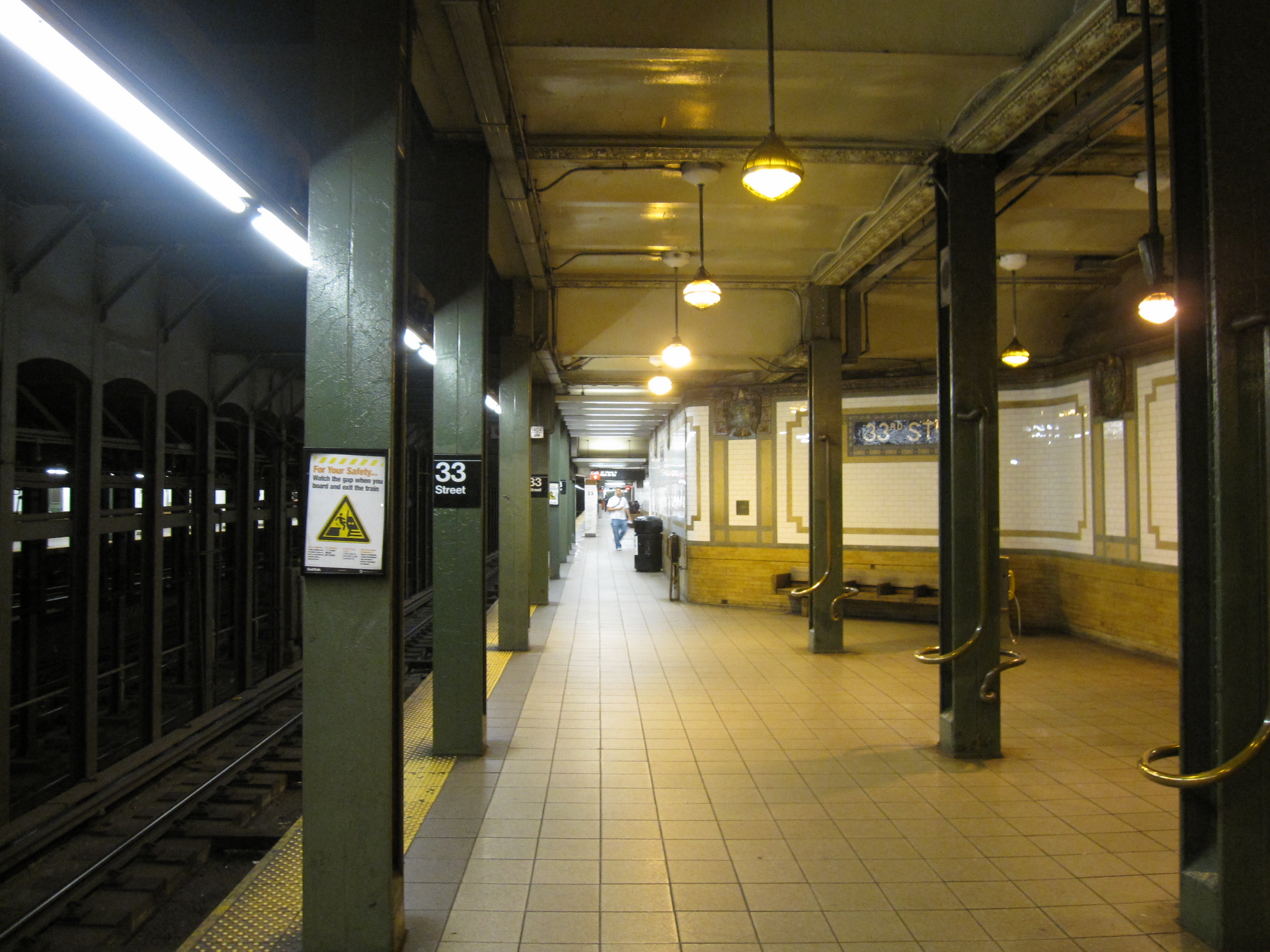
33rd Street (Lexington Avenue Line).

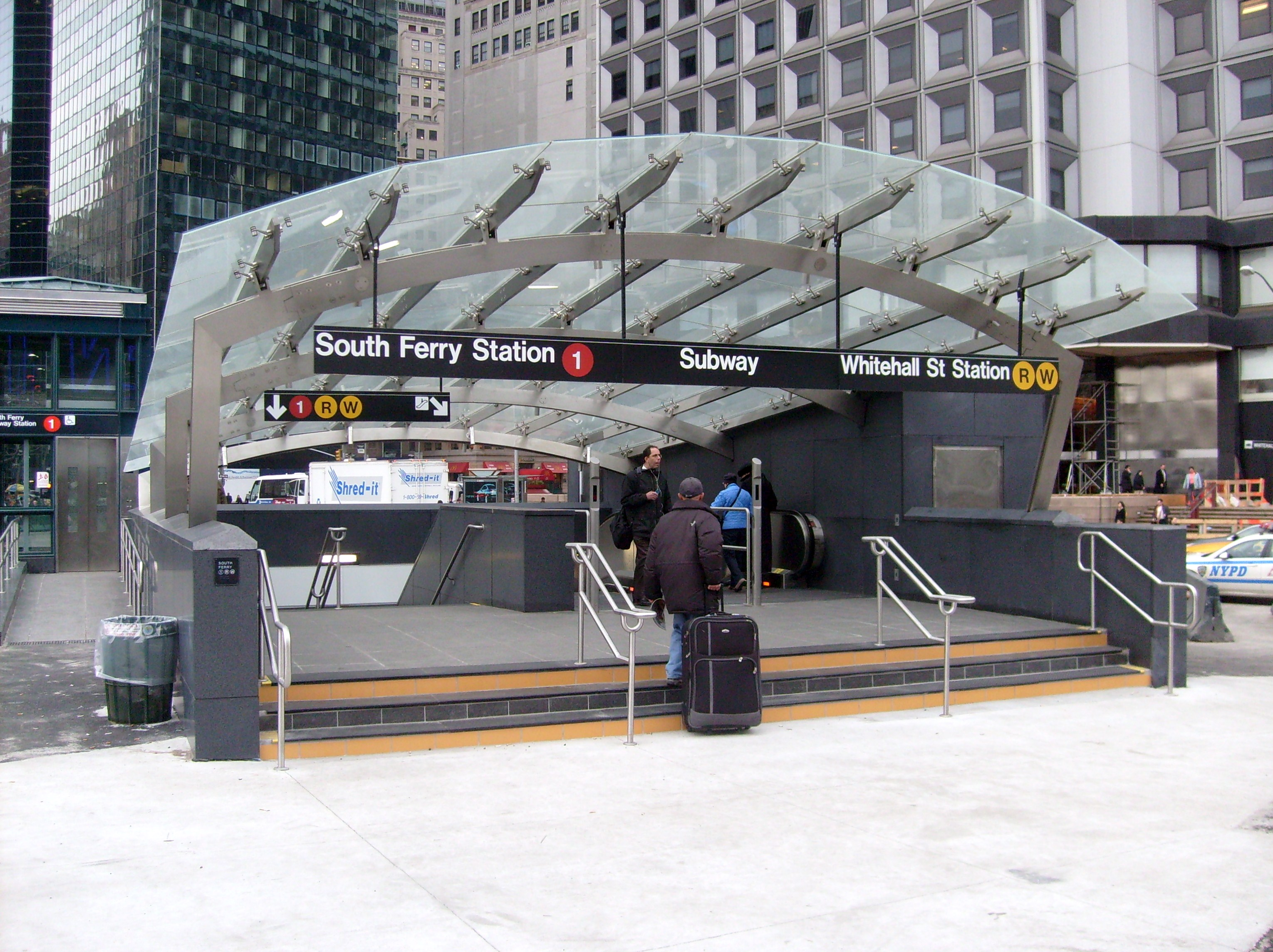
South Ferry – Whitehall Street.

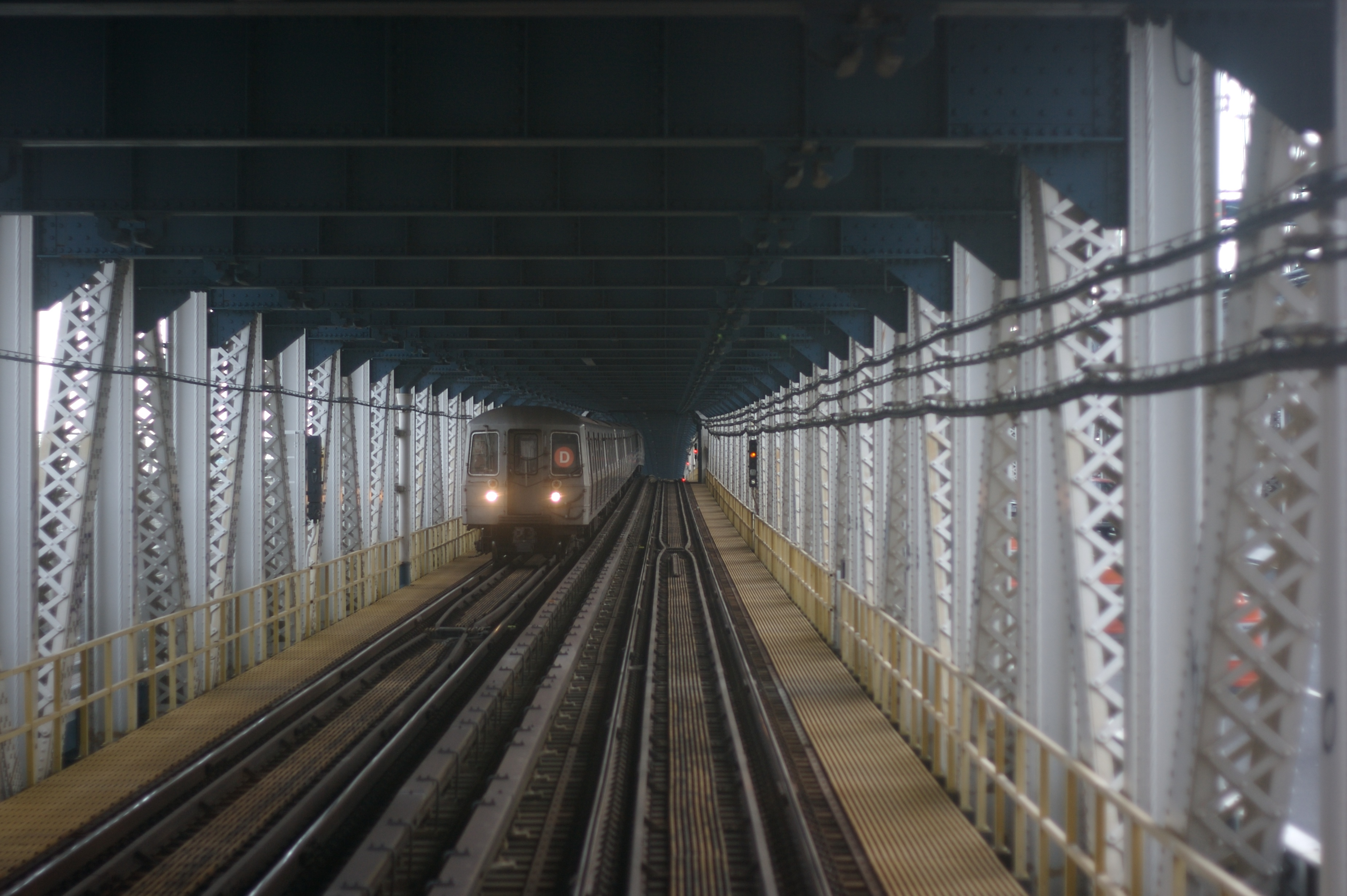
Tunneltåg på Manhattan Bridge.

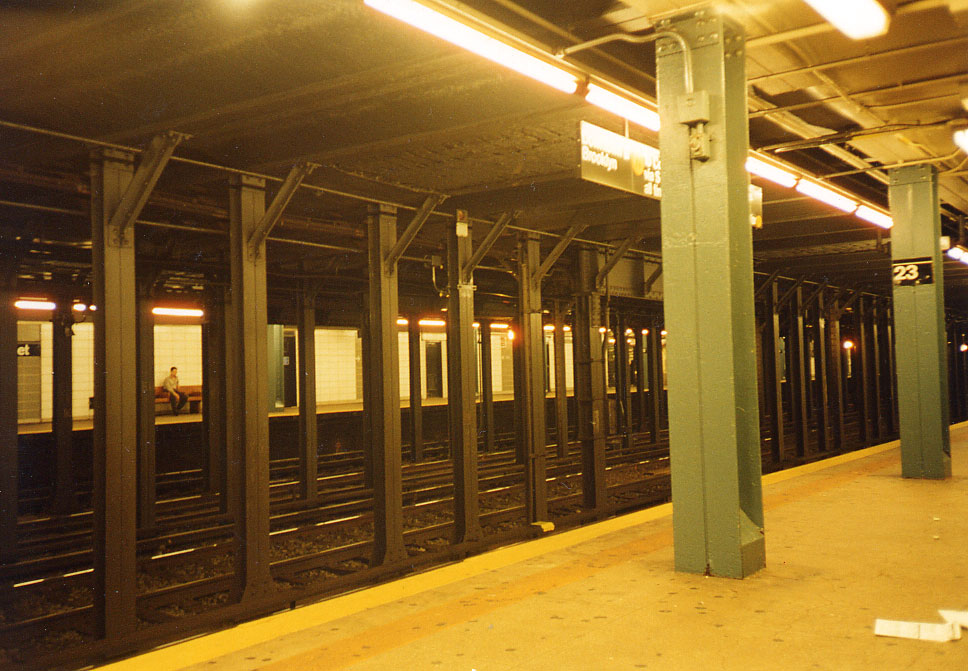
Många linjer har fyra spår, två för lokala tåg samt två för expresståg.

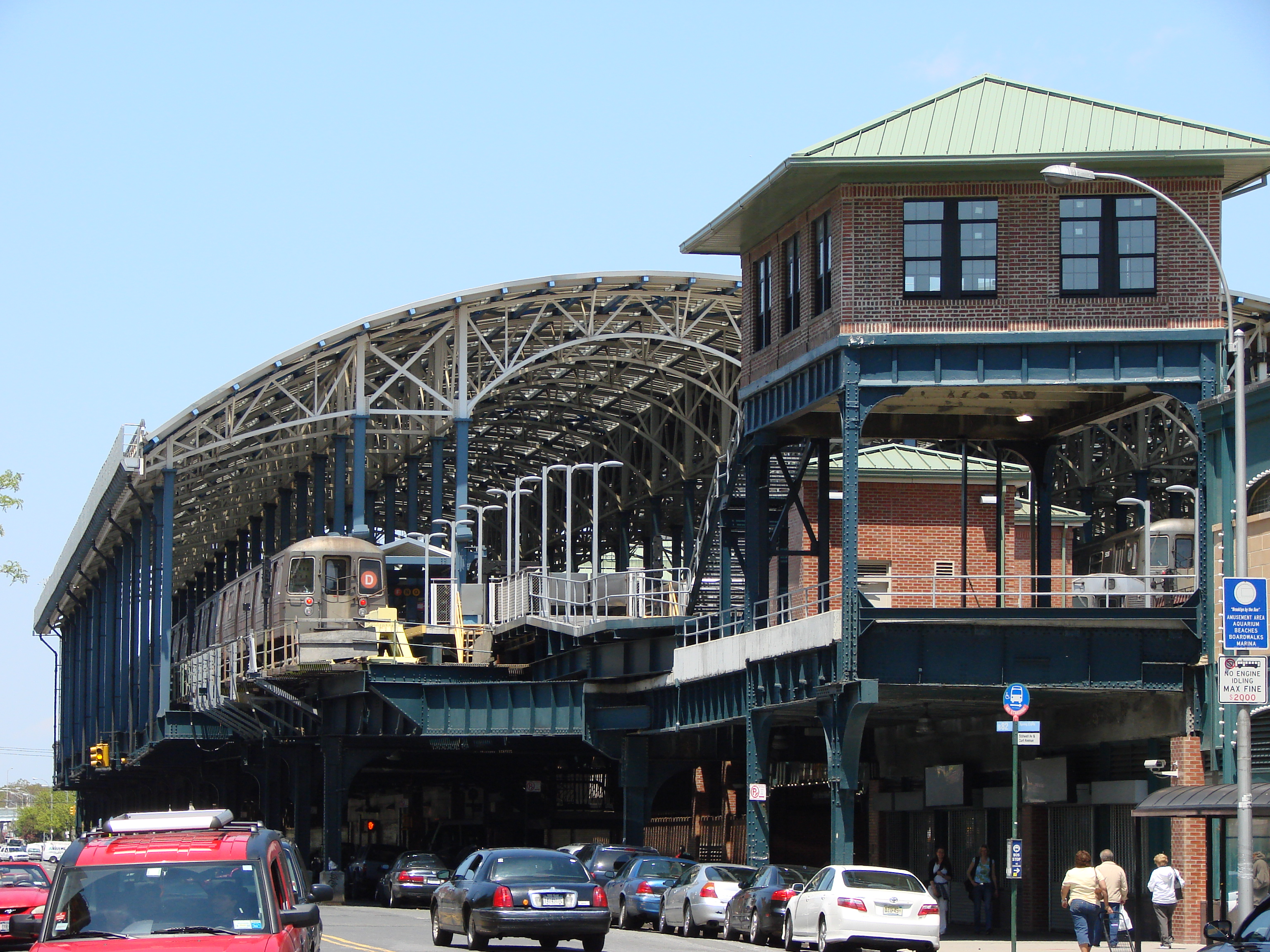
Coney Island.

New Yorks tunnelbana (engelska: New York City Subway) är tunnelbanesystemet i New York i USA. Systemet har 472 stationer, vilket innebär att det är världens största tunnelbanesystem räknat i antalet stationer. År 2022 hade tunnelbanan 3,2 miljoner passagerare per dag, vilket var 58 procent av antalet passagerare före pandemin.
Tunnelbanan ägs av staden New York och hyrs ut till New York City Transit Authority som ingår i Metropolitan Transportation Authority (MTA), som även driver pendeltågen LIRR och Metro-North. Systemet kördes för första gången den 27 oktober 1904 vilket gör New Yorks tunnelbana till ett av världens äldsta transportsystem. New Yorks tunnelbana är ett av de tunnelbanesystem i världen som har flest resenärer.
Stationerna finns runtom i stadsdelarna Manhattan, Brooklyn, Queens och Bronx, det vill säga alla stadsdelar utom Staten Island. 

## Historia
New Yorks första kollektiva spårtrafik på Manhattan var högbanan (elevated trains) som öppnades 1868. Följande högbanor fanns på Manhattan:
- Ninth Avenue Line 1868–1958 (South Ferry–Anderson-Jerome Avenue)
- Second Avenue Line 1875–1942 (South Ferry–129th Street)
- Third Avenue Line 1878–1955 (South Ferry–Gun Hill Road)
- Sixth Avenue Line 1878–1938 (South Ferry–58th Street)

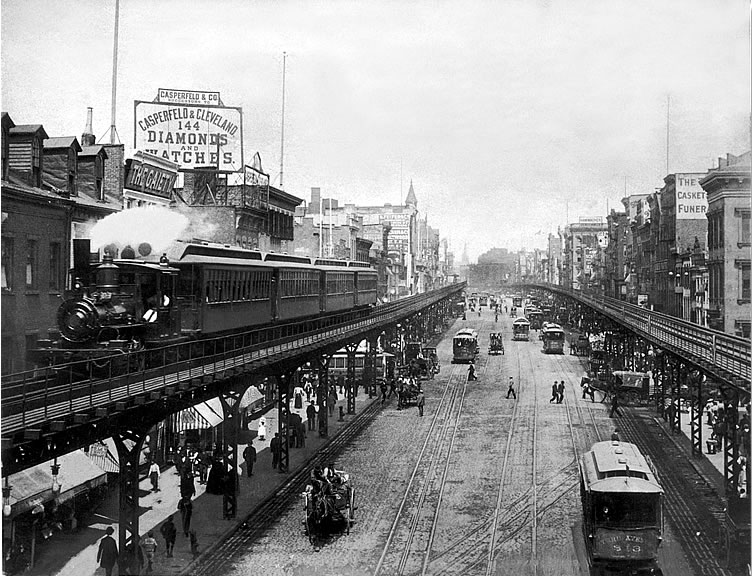
Ånglok på Third Avenue Line vid Bowery Street.
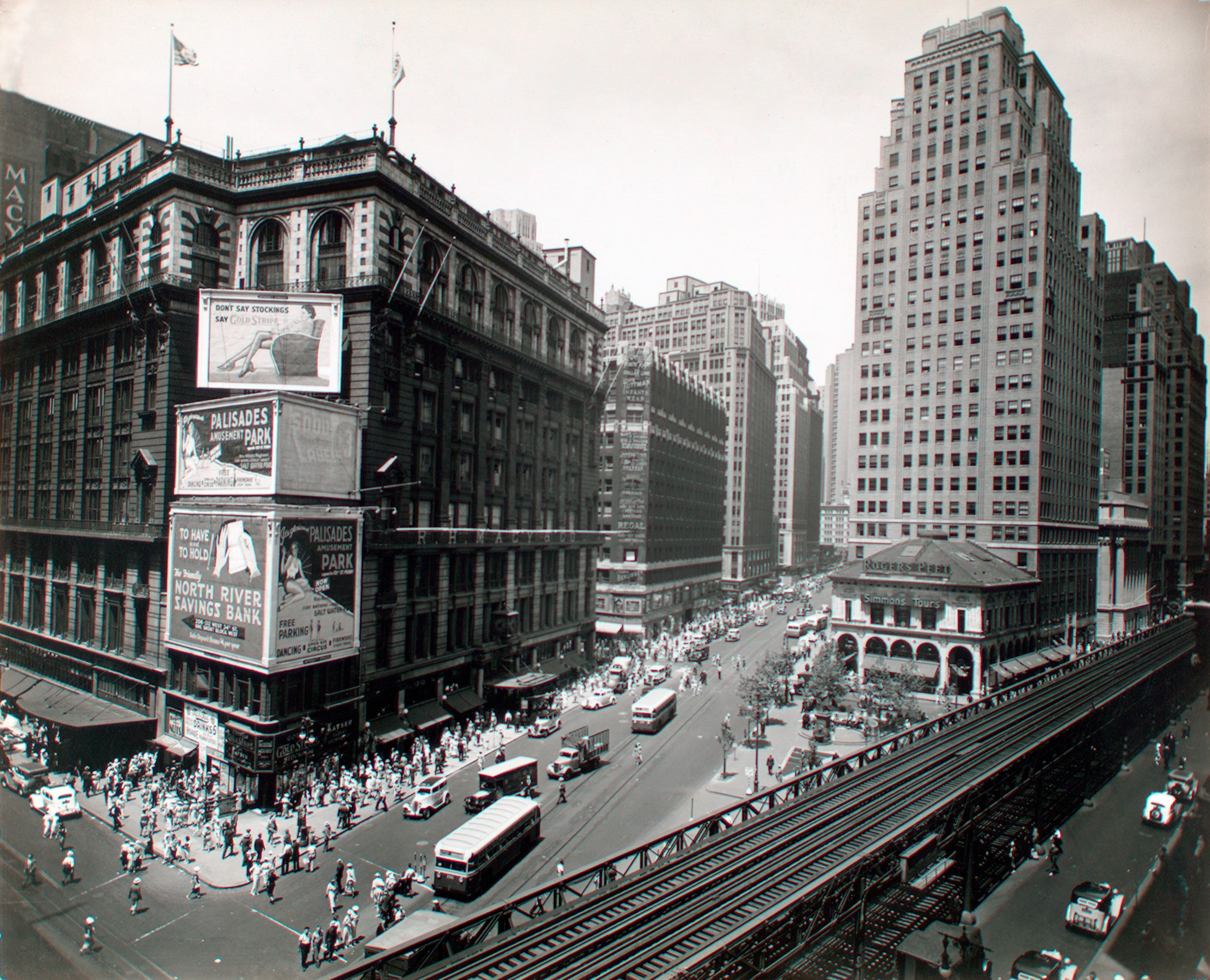
Herald Square med högbanan Sixth Avenue Line, idag ersatt med tunnelbanelinje Sixth Avenue Line.
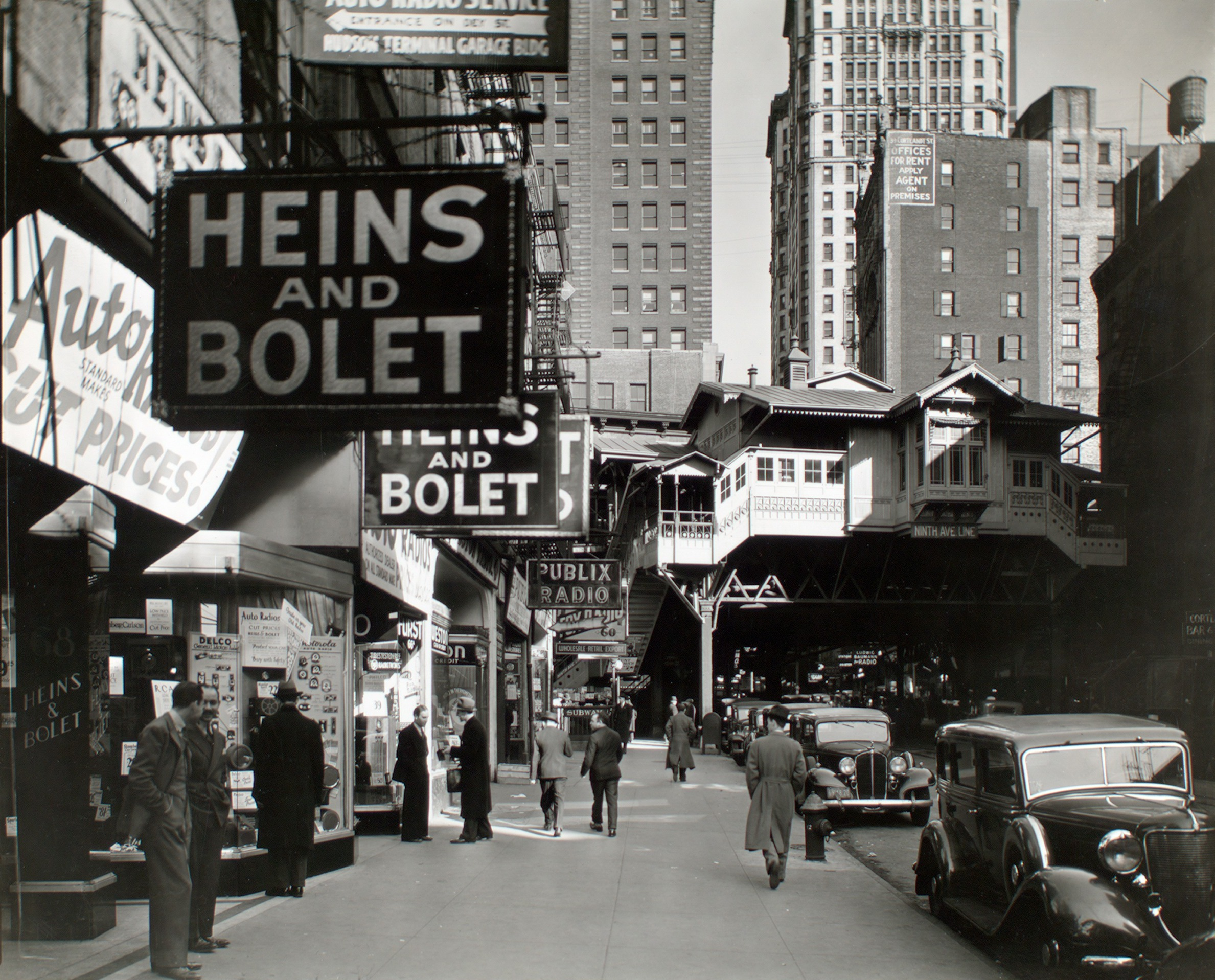
Fd station Cortlandt Street på Ninth Avenue Line, idag ersatt av tunnelbanestation Cortlandt Street på Broadway Line.
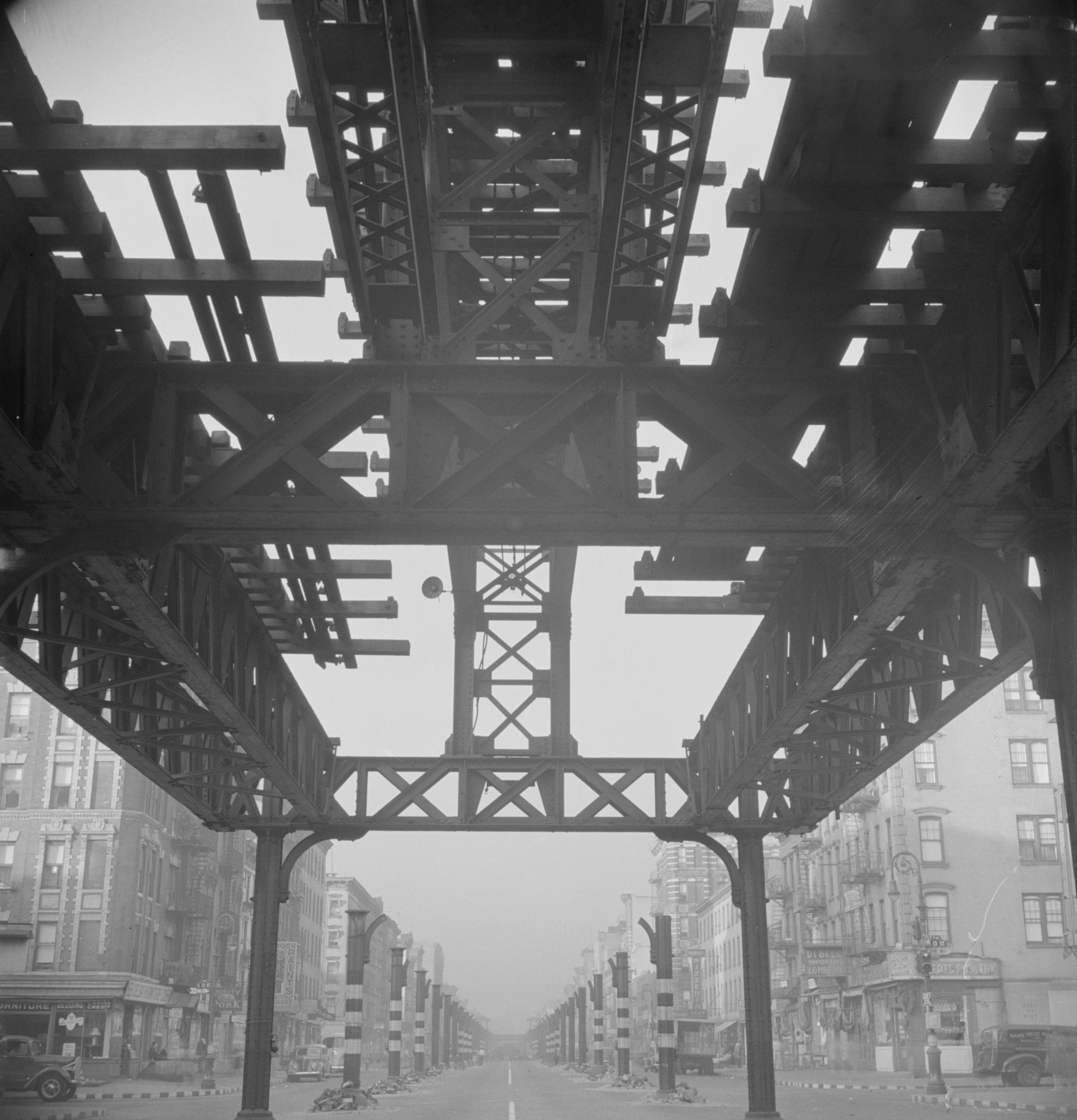
Second Avenue Line monteras ner 1942.

Högbanorna (Els, Elevated trains), liknade de i Chicago och gick ovanför gatorna. New York fick sin första högbana Ninth Avenue Line 1868 på Manhattans västra sida. År 1875 öppnades Second Avenue Line som gick på östra sidan av Manhattan. Tre år senare, 1878,  öppnades Third Avenue Line och samma år öppnades även Sixth Avenue Line. Linjerna  trafikerades av tåg med ånglok samt senare strömskena. De gick på viadukter ovanför gatorna. De ansågs störa omgivningen med bland annat buller och man ville därför ersätta dem med en underjordisk tunnelbana.
Linjerna lades ner vid olika årtal och planerades att ersättas med tunnelbana. Sixth Avenue Line ersattes helt av en tunnelbana under samma gata. Ninth Avenue Line ersattes av en närliggande tunnelbana. 
Då man rev Second Avenue Line 1942 behöll man Third Avenue Line eftersom den var tänkt att finnas kvar medan man byggde tunnelbana under Second Avenue. Planerna ändrades och tunnelbanan Second Avenue  byggdes aldrig. Till slut lades även Third Avenue Line ner utan att ersättas av tunnelbana. Den östra sidan av Manhattan blev därför utan spårtrafik. Den enda tunnelbana på östra sidan blev Lexington Avenue Line, men den låg flera kvarter längre bort.

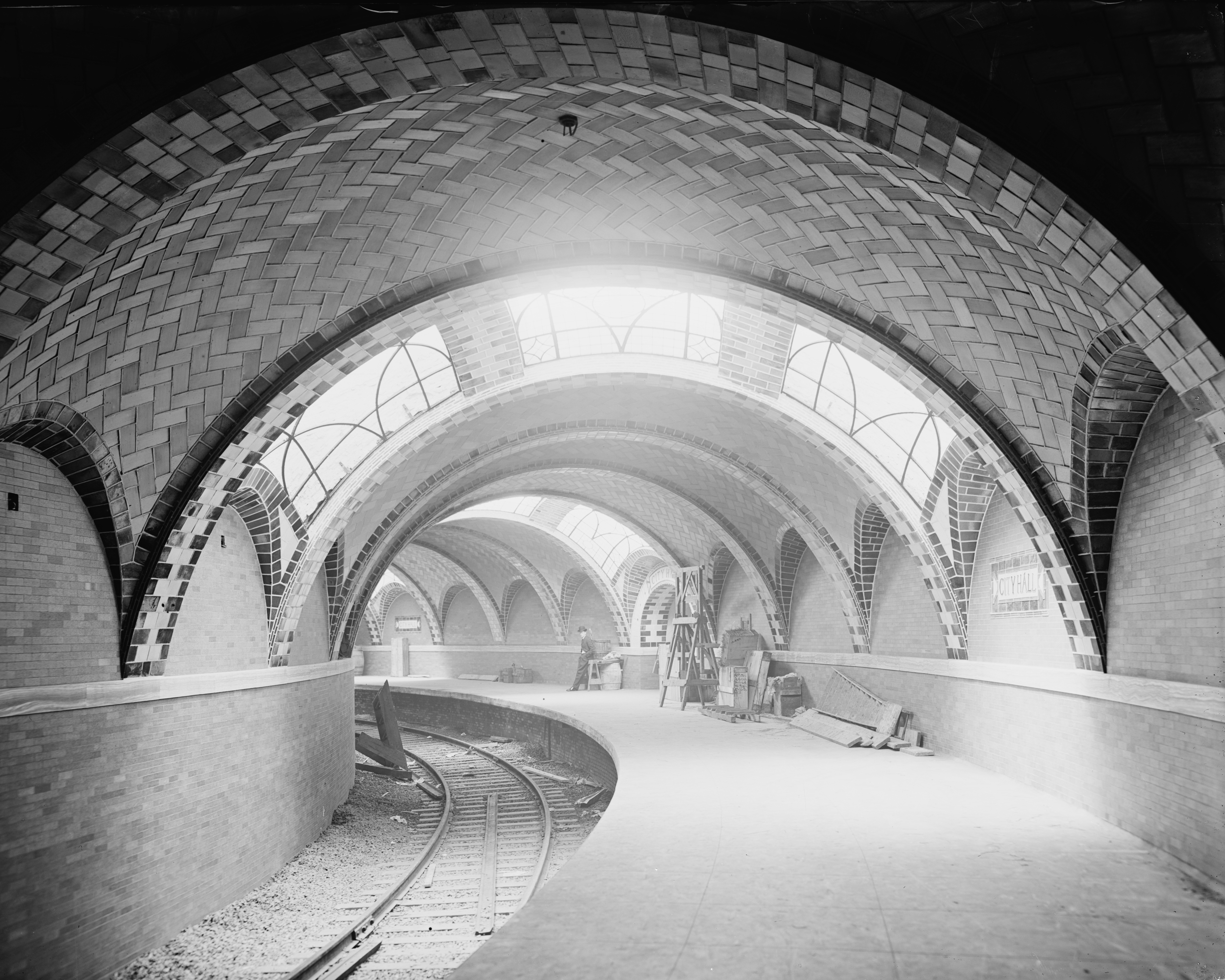
City Hall station från 1904, stängdes 1942.
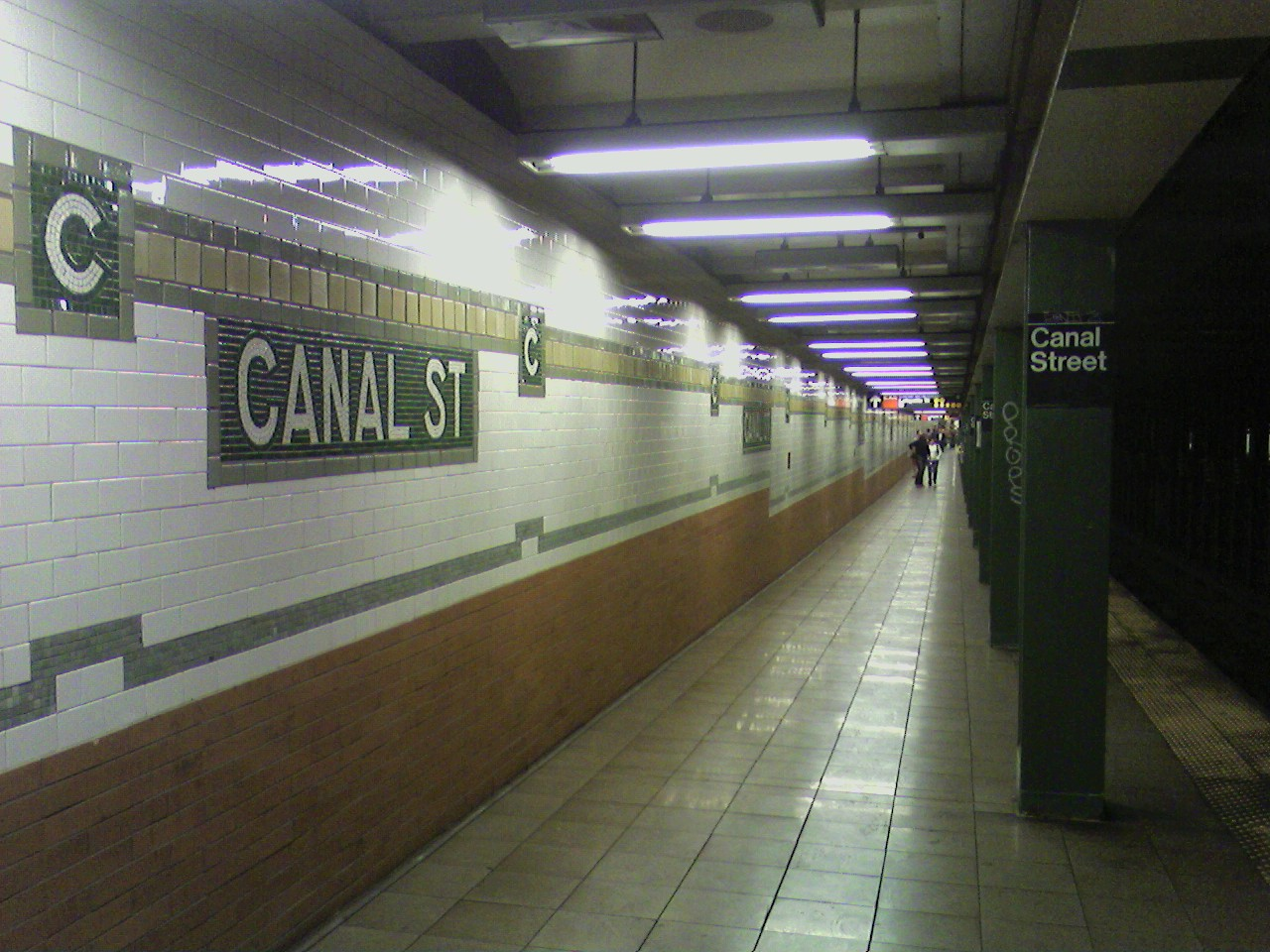
Canal Street station från 1904.
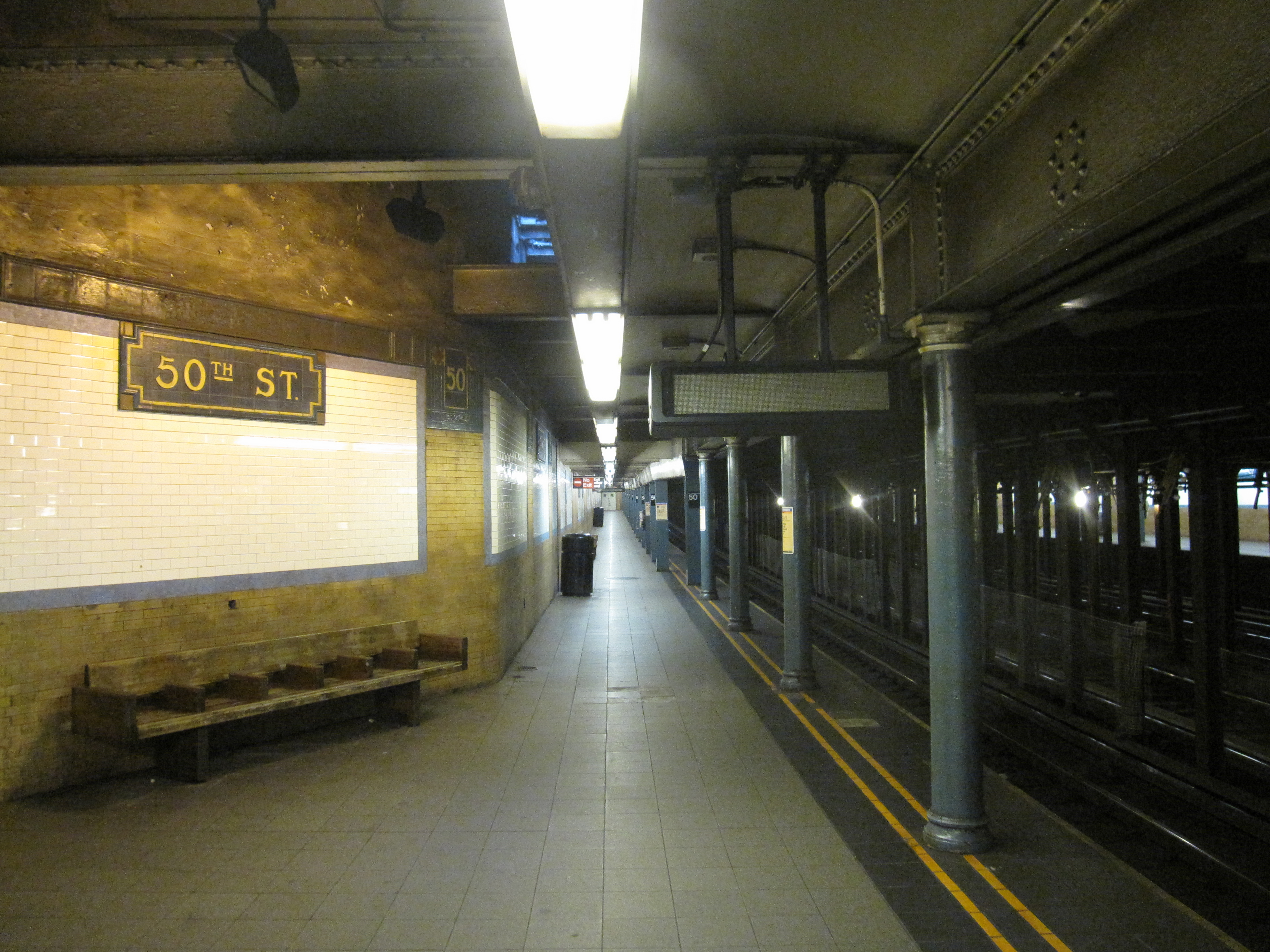
50th Street på Broadway–Seventh Avenue Line från 1904.
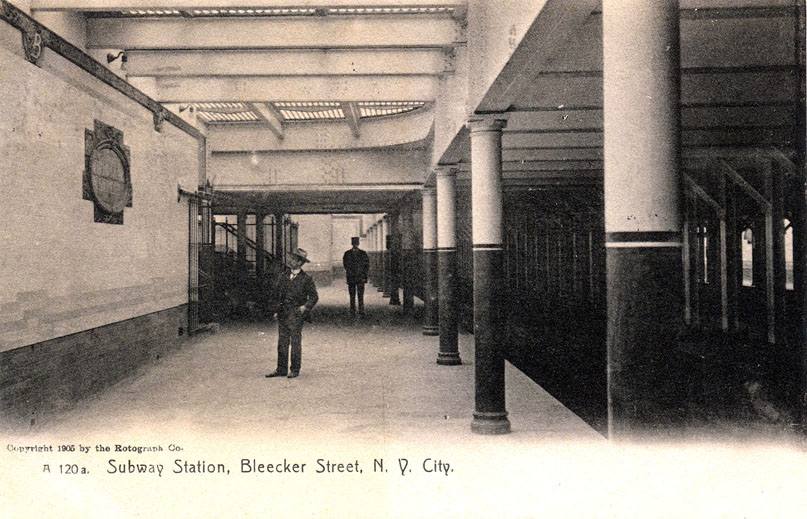
Bleeker Street år 1905.

Den första tunnelbanan, Lexington Avenue Line, öppnade i oktober 1904 på sträckan City Hall–Grand Central Station–42nd Street (nuvarande Times Square – 42nd Street) och vidare norrut. Tillsammans med högbanorna hade Manhattan ett stort spårtrafiknät både under och över jord i 54 år. 
Då den sista högbanan på Manhattan lades ner 1958 hade man bara tunnelbana kvar. Tunnelbanan expanderade och byggdes ut medan högbanorna avvecklades mellan 1938 och 1958. Den första tunnelbanelinjen ägdes av Interborough Rapid Transit Company (IRT). Brooklyn Rapid Transit Company, som tidigare  byggt högbanor i Brooklyn, öppnade sin första tunnelbanelinje i juni 1908. BRT bytte senare namn till Brooklyn Manhattan Transit Company (BMT). Den stadsägda tunnelbanan IND öppnade sin första linje 1932. 
I juni 1940 tog staden över IRT och BMT och började integrera de tre tunnelbanesystemen. Idag[när?] är BMT och IND svåra att urskilja, eftersom de byggdes med samma standarder. IRT, däremot, har något mindre tunnlar och därför kan inte BMT- eller IND-tåg åka i IRT-tunnlar. BMT- och IND-linjer har bokstavsbeteckningar och IRT-linjer har sifferbeteckningar.

## Tunnelbanan idag
Tunnelbanan användes 2008 av cirka 5,2 miljoner människor varje dag. Entréerna var markerade med runda lampor i grön eller röd färg. En typisk station hade 122 till 213 meter långa perronger. Resenärerna nådde tunnelbanan genom trappor. För att kunna åka behövde man Metrokort, som såldes på stationerna. De som redan hade ett Metrokort stämplade kortet och gick sedan ner till perrongen. Banan var två-, tre- eller fyrspårig. Vid trespåriga och fyrspåriga banor var normalt två av spåren för lokaltrafik och det tredje för expresstrafik. Tågen var 46 till 183 meter långa. En regel är att IRT (de numrerade linjerna) hade kortare tåg, medan IND och BMT-linjerna (de med bokstäver) hadelängre tåg.

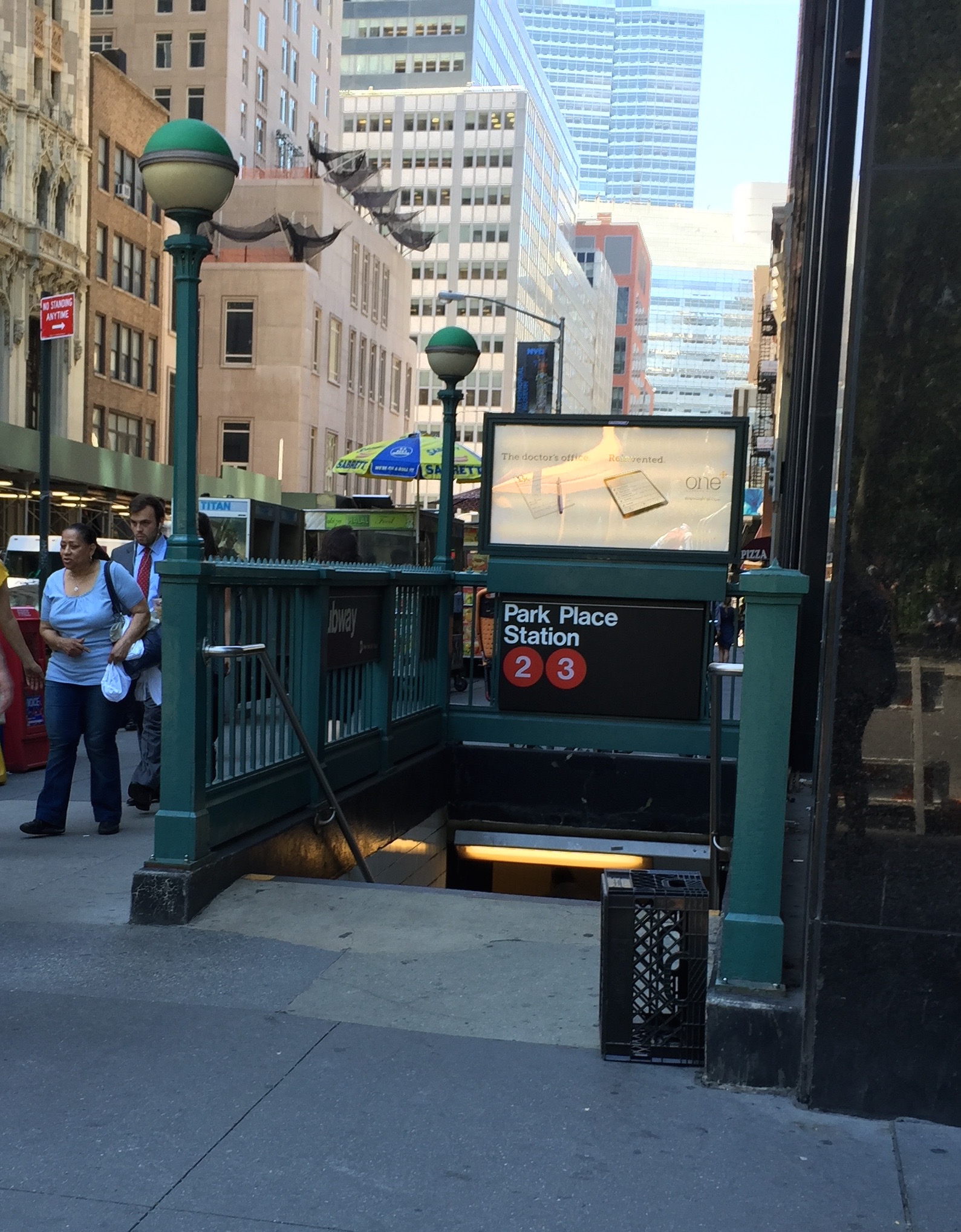
Entré med gröna lampor betyder att entrén är öppen dygnet runt.

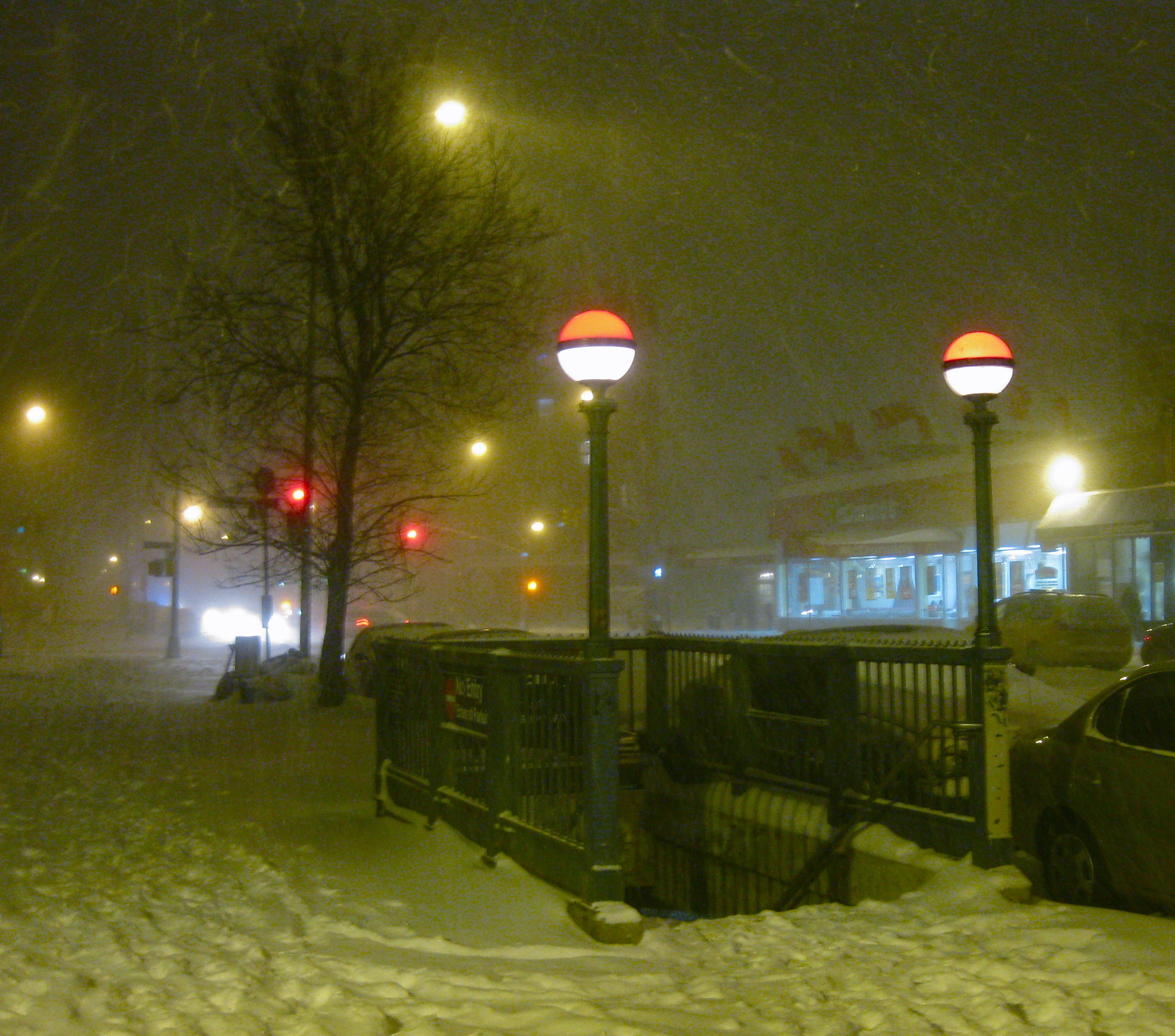
Entré med röda lampor betyder att entrén är stängd på natten/vissa tider.

## Linjerna
Det fanns[när?] flera sträckor som har tre eller fyra spår. Ett eller två spår användes då till expresståg, som inte stannade vid varje station, medan de andra två spåren användes till lokaltåg som angjorde varje station. Det fanns sammanlagt 20 tunnelbanespår på de fem nordsydliga linjerna under Midtown i centrala New York, eftersom varje linje hade fyra spår. 10 spår trafikerades av expresståg samt 10 av lokala tåg. Det fanns flera stationer som var övergivna och nedlagda.
|   | Linje                                                           | Sträcka                                                                                                   |
| - | --------------------------------------------------------------- | --- |
| 1 | Broadway–7th Avenue Local                                       | Van Cortlandt Park-242 Street ↔ South Ferry                                                               |
| 2 | 7th Avenue Express                                              | Wakefield-241 Street ↔ Brooklyn College-Flatbush Avenue                                                   |
| 3 | 7th Avenue Express                                              | Harlem-148 Street-Lenox Terminal ↔ New Lots Avenue/42 Street-Times Square                                 |
| 4 | Lexington Avenue Express                                        | Woodlawn ↔ Utica Avenue/New Lots Avenue                                                                   |
| 5 | Lexington Avenue Express                                        | Eastchester-Dyre Avenue/Nereid Av-White Plains Rd ↔ Bowling Green/Brooklyn College-Flatbush Avenue        |
| 6 | Lexington Avenue Local                                          | Pelham Bay Park/Parkchester ↔ Brooklyn Bridge-City Hall                                                   |
| 6 | 6 Diamond Lexington Avenue Local / Pelham Express               | Pelham Bay Park ↔ Brooklyn Bridge-City Hall                                                               |
| 7 | Flushing Local                                                  | 34th Street – Hudson Yards ↔ Flushing-Main Street                                                         |
| 7 | 7 Diamond Flushing Express                                      | 34th Street – Hudson Yards ↔ Flushing-Main Street                                                         |
| A | 8th Avenue Express                                              | Inwood-207 Street ↔ Ozone Park-Lefferts Boulevard/Far Rockaway-Mott Avenue/Rockaway Park-Beach 116 Street |
| B | 6th Avenue Express                                              | Bedford Park Boulevard/145 Street ↔ Brighton Beach                                                        |
| C | 8th Avenue Local                                                | Washington Heights-168 Street ↔ Euclid Avenue                                                             |
| D | 6th Avenue Express                                              | 205 Street ↔ Coney Island-Stillwell Avenue                                                                |
| E | 8th Avenue Local                                                | Jamaica Center-Parsons/Archer ↔ World Trade Center                                                        |
| F | Queens Boulevard Express/6th Avenue Local                       | Jamaica-179 Street ↔ Coney Island-Stillwell Avenue                                                        |
| G | Brooklyn-Queens Crosstown                                       | Court Square ↔ Church Avenue                                                                              |
| J | Nassau Street Local                                             | Jamaica Center-Parsons/Archer ↔ Broad Street/Chambers Street                                              |
| L | 14th Street-Canarsie Local                                      | 8 Avenue ↔ Canarsie-Rockaway Parkway                                                                      |
| M | Queens Boulevard Local / 6th Avenue Local / Myrtle Avenue Local | Forest Hills, 71 Avenue/Myrtle Avenue ↔ Middle Village-Metropolitan Avenue                                |
| N | Broadway Express                                                | Astoria-Ditmars Boulevard ↔ Coney Island-Stillwell Avenue                                                 |
| Q | Broadway Express                                                | 96th Street ↔ Coney Island-Stillwell Avenue                                                               |
| R | Broadway Local                                                  | Forest Hills, 71 Avenue ↔ Bay Ridge-95 Street                                                             |
| S | 42th Street Shuttle                                             | 42 Street-Times Square ↔ 42 Street-Grand Central                                                          |
| S | Franklin Avenue Shuttle                                         | Franklin Avenue ↔ Prospect Park                                                                           |
| S | Rockaway Park Shuttle                                           | Broad Channel ↔ Rockaway Park-Beach 116 Street                                                            |
| T | Second Avenue Local                                             | 125th ↔ Hanover Square (Under byggnation)                                                                 |
| W | Broadway Local                                                  | Astoria-Ditmars Boulevard ↔ Whitehall Street–South Ferry                                                  |
| Z | Nassau Street Express                                           | Jamaica Center-Parsons/Archer ↔ Broad Street                                                              |

## Utmaningar

### 2009–2010 budgetnedskärningar

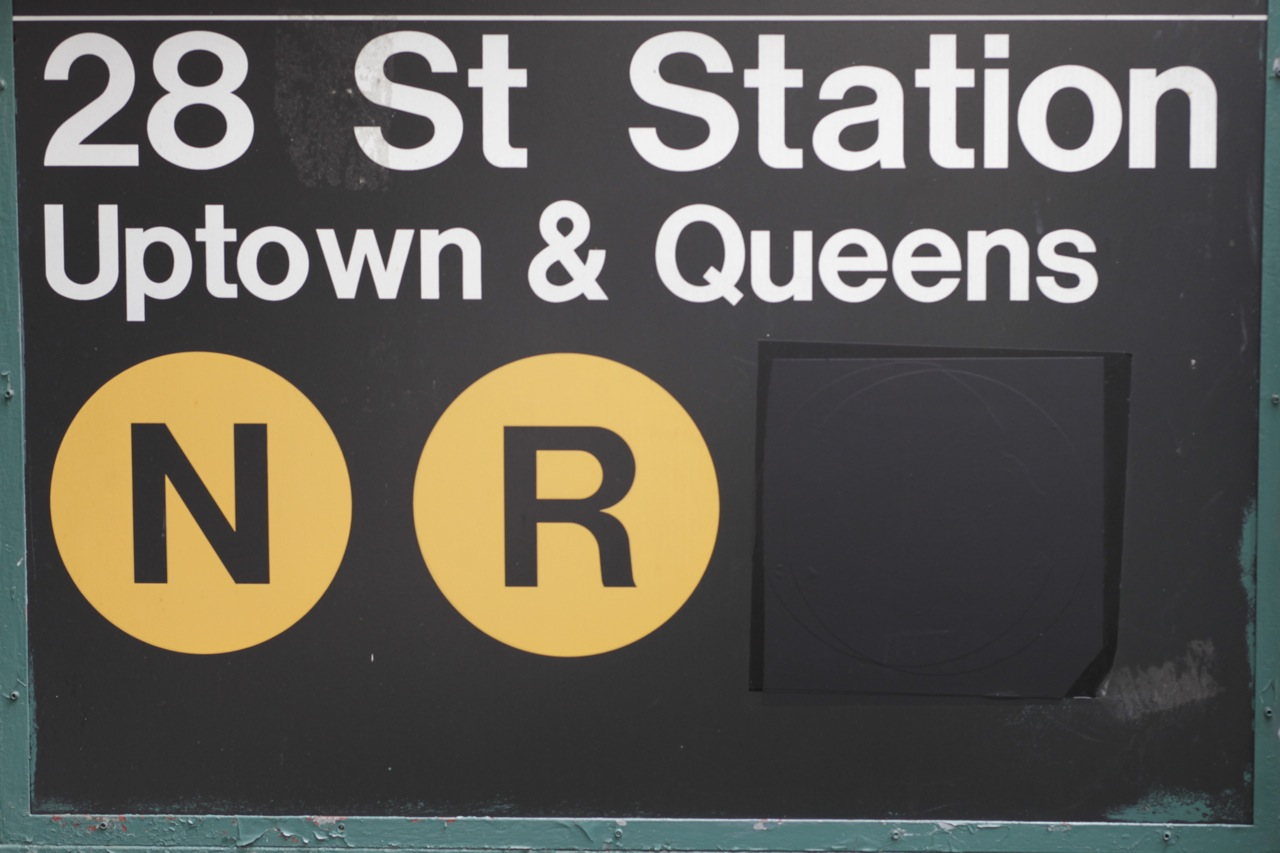
28th Street-stationen efter att W-tåget hade upphört under mitten av 2010. Notera den mörk gråa tejpen ovanför W cirkeln. (Den här skylten har senare blivit återställd genom restaurering av W under 2016.

MTA stod inför ett svårt budgetunderskott på 1,2 miljarder dollar år 2009. Detta resulterade i prisökningar (tre gånger mellan 2008 och 2010) och minskningar av antalet tider i tidtabellen (inklusive att man tog bort tunnelbanetrafik på deltid på linjerna V och W). Flera andra rutter ändrades till följd av underskottet. N gjordes till en heltidslokal på Manhattan (i motsats till att vara en helg lokal / vardag express före 2010), medan Q förlängdes nio stationer norrut till Astoria – Ditmars Boulevard på vardagar, båda för att täcka den avvecklade W. M kombinerades med V och dirigerade den över Chrystie Street Connection, IND Sixth Avenue Line och IND Queens Boulevard Line till Forest Hills – 71st Avenue på vardagar istället för via BMT Fourth Avenue Line och BMT West End Line till Bay Parkway. G förkortades till heltid på Court Square. Konstruktionframsteg på 11 rutter förlängdes och under tider med lågt antal passagerare på sju rutter förlängdes.

### Kapacitetsbegränsningar

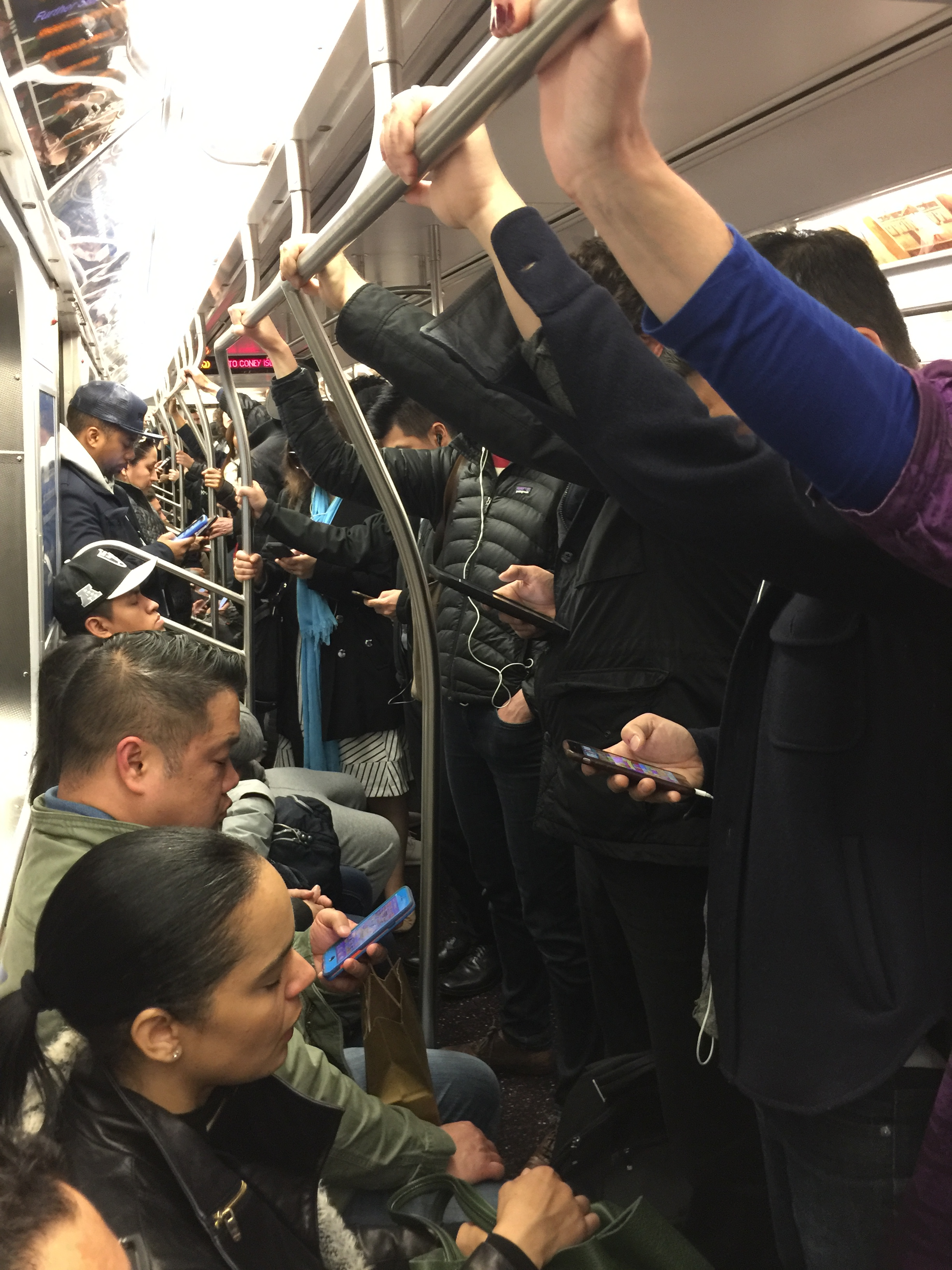
Så här kunde de se ut inuti ett Q tåg under eftermiddagsrushen.

Flera tunnelbanelinjer hade[när?] nått gränsen för tågfrekvens och antalet passagerare, enligt uppgifter som publicerats av Transit Authority. Från och med juni 2007 var alla A-avdelningstjänster utom 42nd Street Shuttle, liksom E- och L-tågen, långt över kapaciteten, liksom delar av N-tåget. I april 2013 rapporterade tidningen New York att trängseln var större än under de senaste 66 åren. Tunnelbanan hade sex miljoner passagerare per dag under 29 dagar 2014 och förväntades registrera lika många under 55 dagar 2015; jämfört med 2013 då antalet passagerare aldrig översteg sex miljoner. I synnerhet var spåren på IRT Lexington Avenue Line och IND Queens Boulevard Line inspekterade och godkända för att fungera med full kapacitet under högtimmarna. Long Island Rail Road East Side Access-projektet förväntades föra många fler pendlare till Lexington Avenue Line när det öppnade runt 2022, vilket ytterligare satte dess kapacitet på prov.
I början av 2016 var förseningarna till följd av överbelastning upp till mer än 20 000 varje månad, fyra gånger så mycket som 2012. De överfulla tågen resulterade i en ökning av olyckor på grund av stressade pendlare. Med mindre plattformsutrymme tvingades fler passagerare vara på kanten av plattformen, vilket ledde till ökad risk för passagerare att falla ner på banan. MTA övervägde plattformsdörrar, som fanns på AirTrain JFK för att förhindra att passagerare faller ner på spåren. För att förhindra att träffa potentiella passagerare som kan falla på spåren instruerades tågoperatörer att åka till stationer med lägre hastighet. Den ökade närheten för passagerarna kan leda till spridning av smittsamma sjukdomar.

### Översvämningar

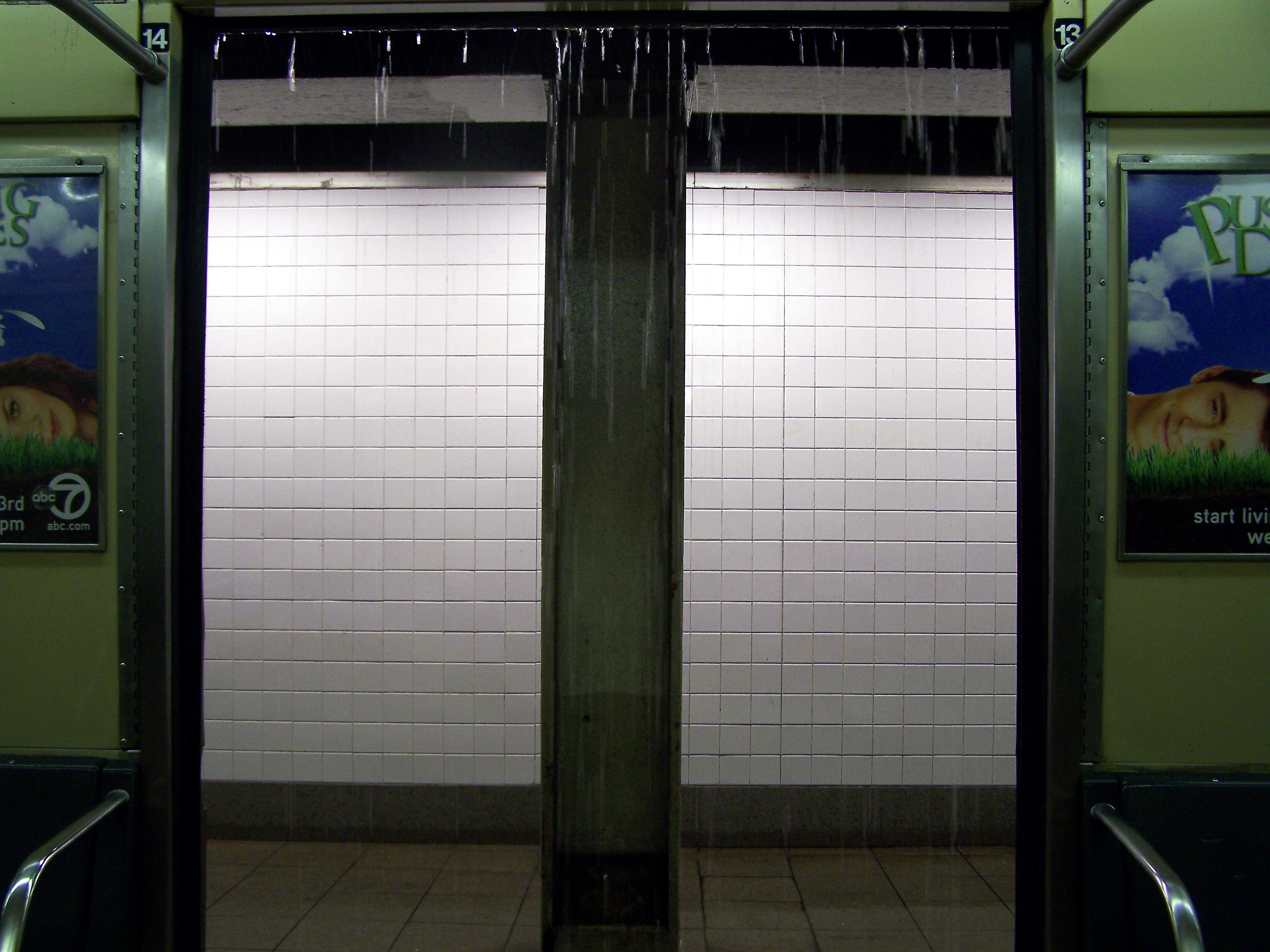
Regnvatten från dräneringsrör droppar ner i tunnelbanan.

Kontrollen på tunnelbanesystemet störs ibland av översvämningar från kraftigt regn. Regnvatten kan störa signaler under jord och kräver att den elektrifierade tredje skenan stängs av. Varje dag[när?] flyttar MTA 13 miljoner liter vatten när det inte regnar. Sedan 1992 har 357 miljoner dollar använts för att förbättra totalt 269 pumprum. I augusti 2007 öronmärktes 115 miljoner dollar för att uppgradera de återstående 18 pumprummen. 
Trots dessa satsningarna fortsatte transportsystemets översvämningsproblem. Den 8 augusti 2007, efter att mer än 3 tum (76 mm) regn föll inom en timme, översvämmades tunnelbanesystemet och orsakade att nästan all tunnelbanetrafik antingen inaktiverades eller stördes allvarligt, vilket stoppade morgontrafiken totalt. Detta var den tredje händelsen 2007 där regn störde tjänsten. Systemet avbröts vid detta tillfälle eftersom pumpar och avloppssystem bara klarar en nederbörd på 44 mm per timme. Incidenten förvärrades av bristen på varningar om hur mycket det skulle regna.
Dessutom, som en del av ett 130 miljoner dollar projekt som var beräknat att stå klart inom 18 månader, började MTA installera nya tunnelbanegaller i september 2008 i ett försök att förhindra att regn flöt över i tunnelbanesystemet. Metallkonstruktioner, designade med hjälp av arkitektföretag och avsedda som en del av offentlig konst, placeras ovanpå befintliga galler men med en muff på 76 till 102 mm för att förhindra skräp och regn från tunnelbana. Hyllorna skulle först   installeras i de tre mest utsatta områdena som fastställts av hydrologer: Jamaica, Tribeca och Upper West Side. Varje stadsdel hade sin egen design, några med ett vågliknande däck som ökade i höjd och hade sittplatser (som i Jamaica), andra med ett plattare däck som inkluderade sittplatser och ett cykelställ.
I oktober 2012 orsakade orkanen Sandy betydande skador på New York City, och många tunnelbanetunnlar översvämmades. Tunnelbanan öppnade med begränsad trafik två dagar efter stormen och kördes med 80 procent kapacitet inom fem dagar; några delar av infrastrukturen behövde år för att repareras. Ett år efter stormen sa MTA-talesmannen Kevin Ortiz: "Detta var oöverträffat när det gäller mängden skador som vi såg i hela systemet." Stormen översvämmade nio av systemets 14 undervattentunnlar, många tunnelbanelinjer och flera tunnelbanegårdar, samt att det förstörde en del av IND Rockaway Line och mycket av South Ferry terminalstation. Återuppbyggnaden krävde många helgstängningar på flera linjer såväl som 53rd Street Tunnel, Clark Street Tunnel, Cranberry Street Tunnel, Joralemon Street Tunnel och Steinway Tunnel; flera långvariga stängningar inkluderades också i Greenpoint Tunnel, Montague Street Tunnel, Rockaway Line och South Ferry station, med en delvis stängning planerad för 14th Street Tunnel; viss återuppbyggnad förväntades pågå till minst 2020.[uppföljning saknas]

### Ljud
Tågen på New York Citys tunnelbana bullrar och ger ljudnivåer som överstiger de riktlinjer som fastställts av Världshälsoorganisationen (WHO) och US Environmental Protection Agency (EPA). År 2006 fann Columbia Universitys Mailman School of Public Health bullernivåer på i genomsnitt 95 decibel (dB) i tunnelbanan och 94 dB på plattformarna. Daglig exponering för buller vid sådana nivåer under 30 minuter kan leda till hörselnedsättning. På en av tio plattformar översteg bullernivån 100 dB. Enligt riktlinjerna för WHO och EPA är bullerexponeringen på den nivån begränsad till 1,5 minuter. En efterföljande studie av Columbia och University of Washington fann högre genomsnittliga bullernivåer i tunnelbanan (80,4 dB) än på pendeltåg inklusive Port Authority Trans-Hudson (PATH) (79,4 dB), Metro-North (75,1 dB) och Long Island Rail Road (LIRR) (74,9 dB). Eftersom decibelskalan är en logaritmisk skala är ljudet vid 95 dB 10 gånger mer intensivt än vid 85 dB, 100 gånger mer intensivt än vid 75 dB, och så vidare. I den andra studien registrerades högsta tunnelbanebuller vid 102,1 dB.
Vid byggandet av Second Avenue Subway arbetade MTA tillsammans med ingenjörsföretaget Arup för att minska bullernivån på stationerna. För att minska bullret för alla framtida stationer som börjar med tunnelbanan Second Avenue, investerade  MTA i spår med låg vibration med band som är inneslutna i betongbelagda gummi- och neoprenkuddar. Kontinuerligt svetsad skena, som också installerades, minskade bullret från tågens hjul. Den största förändringen som avsågs att göras var utformningen av stationer. Nuvarande[när?] stationer byggdes med kakel och sten, material som gjorde att ljudet studsar runt. I nyare stationer var taken fodrade med absorberande glasfiber eller mineralull som ledde ljudet mot tåget och inte plattformen. Med mindre buller från tågen kunde plattformsmeddelanden höras tydligare. De kommer att bli tydligare med högtalare placerade med jämna mellanrum på plattformen, vinklade så att meddelanden kan höras av ryttarna. Second Avenue Subway var den första stationen som testade denna teknik.

## Utbyggnad
På Flushing Line öppnades sträckan mellan Times Square och 34th Street – Hudson Yards i september 2015.
World Trade Center Transportation Hub är en helt ny tunnelbanecentral som byggts vid World Trade Center. Komplexet förbinder 11 tunnelbanelinjer med PATH-tunnelbanan. Centralen öppnades mars 2016 och är designad av kända arkitekten Santiago Calatrava.

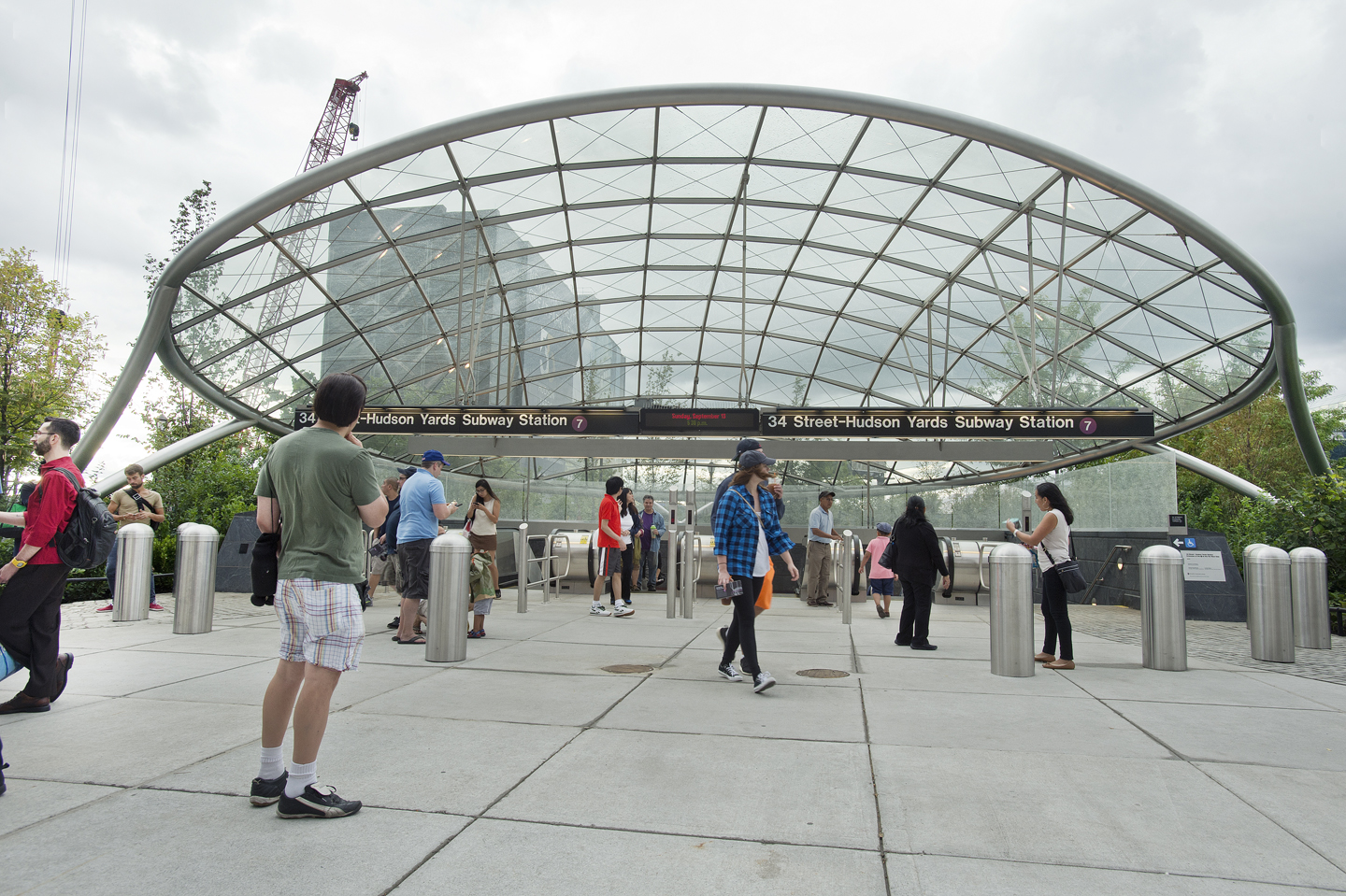
34th Street – Hudson Yards.
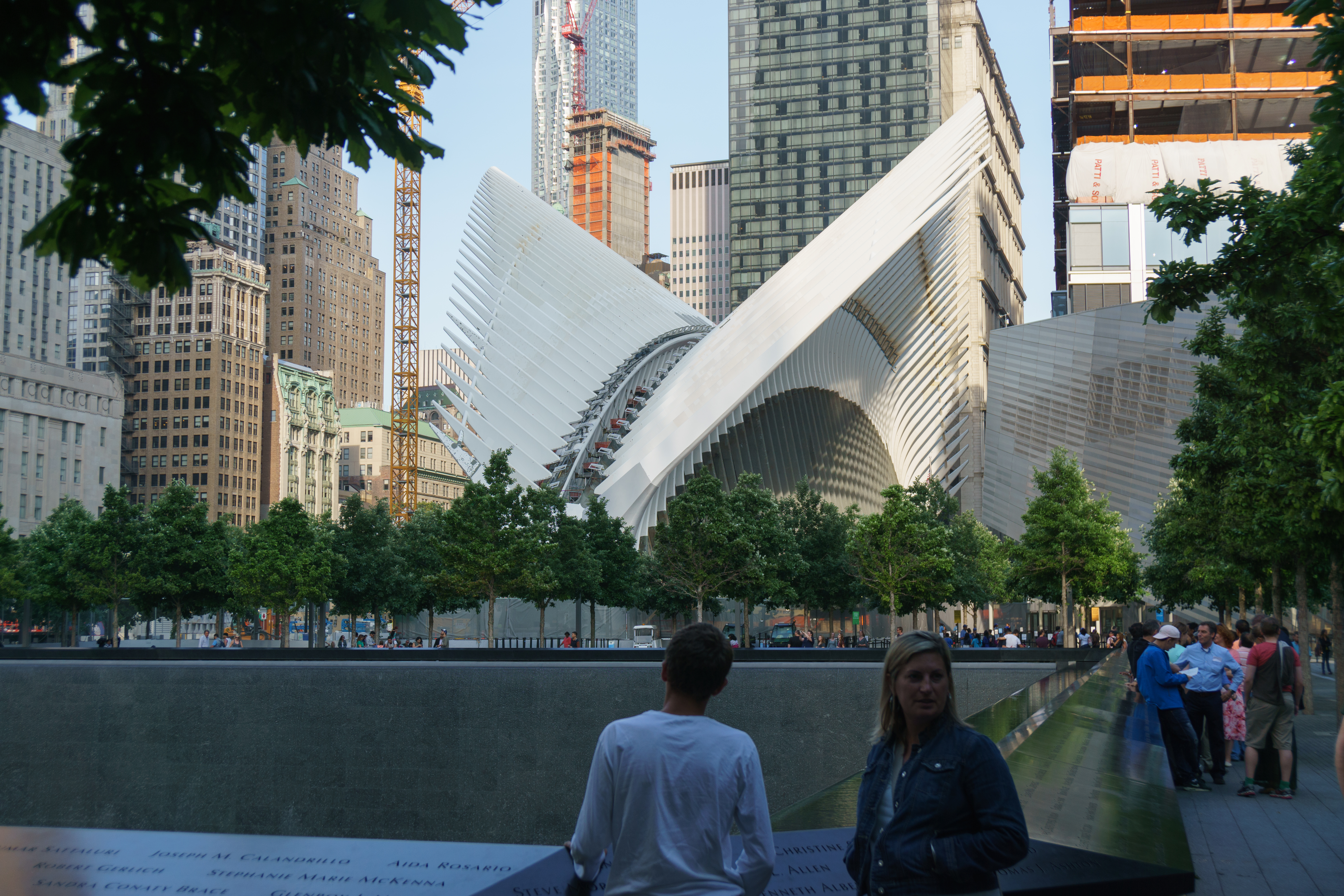
World Trade Center Transportation Hub.

Den gamla planen att bygga Second Avenue Line har blivit verklighet. Delar av linjen blev  klara och öppnades för trafik 2017 av linje Q Broadway Express. År 2007 började man bygga denna 13,6 km långa linje som skulle gå under Second Avenue med 16 nya stationer.

## New Yorks transportmuseum
New York Transit Museum är ett museum med historiska konstföremål från New Yorks tunnelbana, buss och pendeltågssystem i storstadsregionen New York City. Huvudmuseet ligger i den nedlagda tunnelbanestationen Court Street i centrala Brooklyn i New York. Det finns en mindre byggnad tillhörande museet i Grand Central Terminal i Midtown Manhattan. Museet är en självförsörjande verksamhet av Metropolitan Transportation Authority.

### Historia om Court Street
Huvudmuseet är placerad på en före detta tunnelbanestation vid namn Court Street. Den invigdes den 9 april 1936 samtidigt som  den långa delen Fulton Street Line och Rutgers Street Tunnel. Stationen har en central island platform med två spår. Spåren slutar vid en stoppbock vid plattformens västra ände.